# Adnan Fahran Abdul Latif
Pour les articles homonymes, voir Latif (homonymie).
Adnan Fahran Abdul Latif (né en 1981 selon les autorités américaines - 8 septembre 2012) était un citoyen yéménite, détenu no 156 de Guantánamo, retrouvé mort suicidé dans le quartier disciplinaire du Camp 5 de Guantánamo le 8 septembre 2012. C'est le neuvième mort, en dix ans, du centre de détention de Guantánamo. Depuis décembre 2006, les autorités militaires américaines voulaient le transférer au Yémen pour que cet État le conserve en détention indéfinie. La Cour suprême refusa en juin 2012 de se saisir de sa demande d'habeas corpus.

## Capture
Âgé de 32 ans selon le Pentagone lors de sa mort, de 35 ou 36 ans selon son avocat, Latif était l'un des premiers détenus de Guantánamo, emprisonné depuis janvier 2002. Âgé d'une vingtaine d'années à l'époque, il avait été capturé au Pakistan fin 2001, et vraisemblablement vendu par les Pakistanais aux Américains. Lui-même affirmait s'être rendu au Pakistan afin de se faire soigner à la suite d'une blessure à la tête lors d'un accident de voiture en 1994.
Cet accident avait provoqué des séquelles neurologiques et, en 1999, les autorités yéménites lui avaient conseillé de se faire soigner, de nouveau, à ses frais. Ne pouvant payer, il se serait ainsi rendu au Pakistan pour y trouver des soins gratuits. Lors de sa capture, il était en possession de ses dossiers médicaux.

## Dix ans à Guantánamo

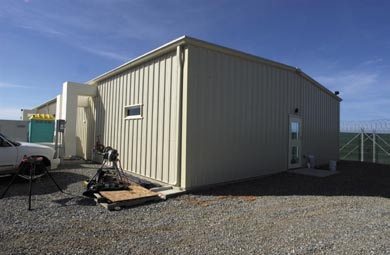
Centre de détention psychiatrique de Guantánamo dans lequel Latif fut enfermé à plusieurs reprises.

Il n'a jamais été formellement inculpé par les autorités américaines, bien qu'un Combatant Status Review Tribunal l'ait déclaré « combattant ennemi ». Ce « procès » avait eu lieu sans avocat, Latif étant « défendu » par un militaire, n'ayant pu assister aux auditions, ni prendre connaissance des « preuves » contre lui. Selon celles-ci, il aurait été capturé au Pakistan en compagnie de combattants fuyant l'Afghanistan et qui auraient participé à la bataille de Tora Bora en décembre 2001.
Après l'arrêt Boumediene v. Bush (juin 2008) de la Cour suprême au cours duquel la Cour considéra que les détenus de Guantánamo devaient avoir le droit de déposer un habeas corpus et donc de contester leur détention, Latif suivit cette voie. Le juge Henry Kennedy (en) de la Cour de district des États-Unis pour le district de Columbia lui donna raison, considérant que malgré des aveux invoqués par l'administration et faisant état d'activités liées aux talibans et à Al-Qaïda, aucun témoignage d'autres détenus ne venait corroborer ces derniers. Cette décision fut cependant annulée par la Cour d'appel des États-Unis pour le circuit du district de Columbia, considérée comme l'une des juridictions d'appel les plus à droite du pays. Pour la première fois, la Cour d'appel, menée par la juge Janice Rogers Brown, considéra que, bien que le dossier fourni par l'administration soit largement gardé secret, il fallait accorder à celle-ci une « présomption de régularité », et par conséquent considérer comme vraies les allégations du gouvernement tant que le détenu n'aurait fourni de preuve inverse - équivalant ainsi à une inversion de la charge de la preuve et au déni de la présomption d'innocence. Le juge David S. Tatel écrivit une opinion dissidente.
Depuis de nombreuses années, il était néanmoins considéré comme sans danger par l'armée. Depuis 2006, il était question de le renvoyer au Yémen avec 55 autres compatriotes, où il devait être gardé en détention indéfinie, mais ce projet avorta à la suite de la tentative d'attentat du Nigérian Umar Farouk Abdulmutallab sur le vol Northwest Airlines 253 en décembre 2009. En 2010, il déposa un recours, par le biais de son avocat bénévole David H. Remes (en), afin de demander à la justice américaine confirmation de la décision de l'administration de le libérer. Le juge fédéral avait ordonné sa libération, aucun lien avec Al-Qaïda n'ayant pu être démontré. Mais l'administration Obama avait fait appel, et la Cour suprême refusa en juin 2012 de se saisir de ce dossier ainsi que celui de six autres détenus.
Le 25 avril 2011, WikiLeaks publia des documents secrets de la Joint Task Force Guantanamo (en), signés par l'amiral Mark H. Buzby (en), qui, réitérant une recommandation de décembre 2006, préconisaient la libération de Latif.
À Guantánamo, Latif était connu pour avoir effectué plusieurs grèves de la faim et tentatives de suicide. Durant trois mois, il fut ainsi nourri de force. L'avocat Mark D. Falkoff écrivit à ce sujet, dans un rapport, que « la Commission des Nations Unies sur les Droits de l'Homme appelle cela de la torture ». Latif était marié et avait des enfants.
Latif meurt le 10 septembre 2012, après 10 ans, 7 mois et 25 jours de captivité, à la suite de son arrivée à Guantanamo le 17 janvier 2002. Les causes du décès n'ont pas été révélées par l'administration américaine, et c'est l'autopsie pratiquée sur le corps qui fait mention d'un suicide.